# Liquidmetal (сплав)
Liquidmetal и Vitreloy — коммерческие названия ряда аморфных сплавов металлов, разработанных научной группой Калифорнийского технологического института, которая затем организовала компанию Liquidmetal Technologies для коммерческого распространения технологии.
Несмотря на название, при комнатной температуре сплавы являются не жидкими, а твердыми, и, по словам разработчика, весьма устойчивы к износу и нагреву.
Сплавы Liquidmetal имеют ряд интересных особенностей, таких как высокий предел прочности, отличную устойчивость коррозии, очень высокий коэффициент восстановления, отличные износостойкие характеристики, а также способность трансформироваться при нагревании аналогично термопластам. 
Первые коммерческие продукты из Liquidmetal появились в 2003 году. Применяется в клюшках для гольфа, часах, покрытиях сотовых телефонов.

## Теория
Характеристики Liquidmetal могут быть рассмотрены в сравнении с обычным металлом, например железом. Железо имеет относительно большие атомы, которые при соответствующих условиях образуют открытую кристаллическую структуру. Атомы могут «скользить» по плоскостям структуры, что означает, что чистое железо достаточно пластично, то есть обладает хорошей ковкостью, но, тем не менее, достаточно устойчиво к растяжению. Для улучшения характеристик в железо обычно добавляют примеси для «запирания» структуры, тем самым предотвращая скольжение. Наиболее распространенной примесью является углерод, который в сплаве с железом образует сталь.
При затвердевании стали в ней образуются небольшие кристаллы различной формы. Эти кристаллы разрастаются до тех пор, пока не соприкоснутся с другими кристаллами, имеющие другую ориентацию, а иногда и другое механическое расположение[прояснить]. В конце процесса эти кристаллы образуют большую решётчатую структуру из отдельных «зёрен», которые иногда видны даже невооружённым глазом.
Хотя легирование предотвращает скольжение, характерное чистому железу, сила связи между зёрнами достаточно мала по сравнению с силой связи внутри зёрен. Это приводит к другой форме пластичности, когда сами зёрна скользят вдоль своих границ и «разбиваются» на части. Механические трещины, образующиеся в процессе термических нагрузок, являются ещё одной слабостью сплава. При повторяющихся нагрузках зёрна могут сдвинуться и образовать трещину, этот процесс разрушения твёрдых тел приводит к усталости металла.
Для уменьшения данной проблемы применяются различные процессы. Мягкая кованая сталь неоднократно подвергается механической обработке для закрытия этих трещин. Например, при создании подков и известных японских катан используются аналогичные процессы производства высококачественной стали.

## Применение
Liquidmetal имеет ряд характеристик, которых обычно нет в других материалах, что делает его применимым в самых разных продуктах.
Одно из первых коммерческих применений Liquidmetal было в клюшках для гольфа, произведенных компанией, где высокоэластичный металл использовался в частях поверхности клюшки.Они были высоко оценены пользователями, но позже от продукта отказались, отчасти потому, что прототипы разрушились после менее чем 40 ударов. С тех пор, Liquidmetal появился в другом спортивном инвентаре, в том числе в сердечниках мячей для гольфа, лыжи, бейсбол и элементы теннисных ракеток.
Liquidmetal Technologies Inc., спиноф Калтеха в Rancho Santa Margarita, Калифорния, недавно сообщил, что он предоставил Apple бессрочную эксклюзивную лицензию на использование своей технологии в потребительской электронике. Компания сохранила права на использование своей технологии в других продуктах.
Liquidmetal Technologies Inc. и Swatch Group Ltd. объявили, что они подписали эксклюзивное лицензиозное соглашение на использование сплавов Liquidmetal в производстве часов.
Аморфные сплавы получают охлаждением на скоростях 1 млн град. в сек. Процесса кристаллизации из-за огромного переохлаждения, которое обеспечивается колоссальным темпом отбора тепла, не происходит.

## Коммерческие сплавы
Под данной торговой маркой было выпущено на рынок несколько циркониевых сплавов. Состав некоторых сплавов (доли указаны в молях):
- первый сплав, Vitreloy 1:

Zr: 41,2 Be: 22,5 Ti: 13,8 Cu: 12,5 Ni: 10
- Vitreloy 4, или Vit4:

Zr: 46,75 Be: 27,5 Ti: 8,25 Cu: 7,5 Ni: 10
- Vitreloy 105, или Vit105:

Zr: 52,5 Ti: 5 Cu: 17,9 Ni: 14,6 Al:10
- последний разработанный сплав (Vitreloy 106a):

Zr: 58,5 Cu: 15,6 Ni: 12,8 Al: 10,3 Nb: 2,8